# Tina Svensson
Tina Svensson is een voetbalspeelster uit Noorwegen.
In 1995 won Svensson met het Noors vrouwenvoetbalelftal het wereldkampioenschap vrouwenvoetbal. Het jaar daarop, op de Olympische Zomerspelen in Atlanta, behaalde Svensson met Noorwegen een bronzen medaille.
Op het Wereldkampioenschap voetbal vrouwen 1991 scoorde Svensson een penalty in de halve finale, maar in de finale werd van de Verenigde Staten verloren.